# Plaza Mayor de Cuenca
La Plaza Mayor es un centro histórico en la ciudad española de Cuenca. Es la ubicación de la casa consistorial de Cuenca y el ayuntamiento de la ciudad.

## Historia
La plaza tiene numerosos edificios de estilo barroco, algunos de los cuales datan del siglo XV. La obra del arquitecto y escultor Jaime Bort y Meliá está presente en la plaza.